# Cratère de Derveni
Le cratère de Derveni est un cratère à volutes découvert en 1962 dans la tombe à ciste nommée B, dans la nécropole de Derveni, correspondant probablement à l'ancienne Lété, non loin de Thessalonique.
Le vase est conservé au musée archéologique de Thessalonique.

## Découverte
Lors de sa découverte, le cratère servait d'urne funéraire pour un aristocrate thessalien dont le nom est gravé sur le vase : Astiôn, fils d'Anaxagoras, de Larissa. Comme tout cratère, il était destiné à mélanger le vin, l'eau et divers aromates ; la boisson y était ensuite puisée et distribuée aux convives lors de célébrations rituelles ou festives.

## Description

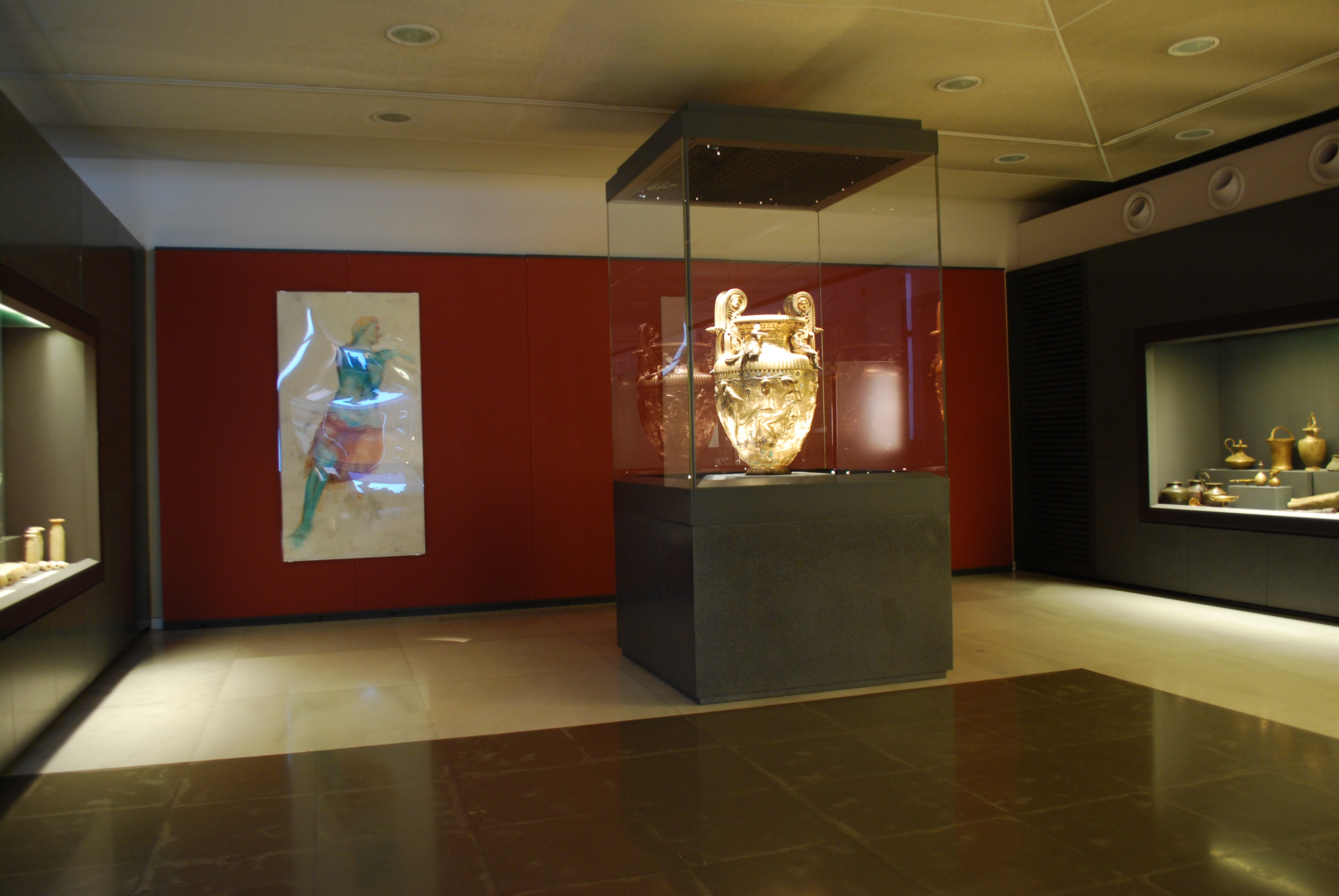
Le cratère, au musée archéologique de Thessalonique.

Pesant 40 kg, le cratère est constitué de bronze savamment dosé qui lui permet d'afficher une superbe dorure sans pour autant renfermer la moindre parcelle d'or.
Le vase est composé de deux feuilles de métal qui ont été martelées puis jointes, tandis que les anses et les volutes ont été fondues.
La partie supérieure du cratère est décorée de motifs ornementaux (godrons, palmettes, acanthes, guirlandes de lierre), mais aussi figuratifs : le haut du col présente une frise composée de 9 animaux différents, l'aigle, la biche, le bouc, le faon, le lion, la lionne, la panthère, le renard et enfin le sanglier. Sur ce même haut du col est présent quatre statuettes, celles-ci représentent Dionysos, une satyre endormie et deux ménades. On peut rapprocher ces satyres d'un passage de Pline l'Ancien qui attribue à Antipater le fait d'avoir posé un satyre sur une phiale davantage que de l'avoir ciselé. Enfin, quatre têtes sont présentes dans les volutes des anses, ces quatre têtes représentent successivement Héraclès, Achélôos et deux autres têtes difficilement identifiables.
Sur la partie bombée, la frise en relief, haute de 32,6 cm, constitue une scène où sont identifiés Ariane et un jeune Dionysos. Cette scène représente les deux personnages assis, Dionysos est sur un rocher, dans une position qu'on peut qualifier de relâchée et posant sa jambe droite sur la cuisse gauche de sa partenaire. Ariane, quant à elle est assise à côté du dieu, son visage est tourné vers lui, mais son regard ne rencontre pas celui de Dionysos. Ils sont entourés du thiase (cortège de satyres et de ménades), une des ménades, la tête penchée en arrière, porte un enfant nu sur son épaule gauche. Quant à elles, les autres ménades portent des animaux comme un faon, un serpent ou encore un chevreau. Il est également représenté avec eux un guerrier chaussé d'un pied, portant deux javelots de la main droite, le poing gauche serré et qui est en train de réaliser une danse extatique. Son identité reste néanmoins discutée entre Penthée et Lycurgue de Thrace. En effet Penthée est connu dans les dionysiaques pour danser avec une sandale comme le guerrier sur le cratère, cependant Penthée est imberbe au contraire du guerrier qui est vu comme un homme barbu. Cela va donc amener certaines personnes à voir Lycurgue, ennemi de Dionysos, comme le potentiel guerrier barbu, malgré tout un doute persiste de nouveau car Lycurgue n'a jamais été représenté avec des javelots. À sa droite se trouve ce qui semble être Héraclès, comme indiqué par sa massue caractéristique et ce qui est possiblement une peau de lion autour de ses épaules.

## Origine
Les questions de l'origine et de la date de fabrication de ce cratère font aussi beaucoup débat. En effet, certaines hypothèses font pencher une réalisation vers 320 av. J.-C pendant que d'autres personnes pensent plutôt à 350 av. J.-C. De même, de nombreuses questions se posent sur l'origine de celui-ci, de nombreux points concordent pour dire qu'il aurait été réalisé dans une zone balkanique centrale mais de nombreux doutes persistent sur le fait qu'il a pu être réalisé dans un atelier de Thessalie car il est pourvu d'une inscription dans cette même langue. Néanmoins la seule chose dont nous pouvons être sûrs grâce à cette inscription est le fait que ce cratère a été réalisé pour une personne vivant en Thessalie.

Cratère de Derveni
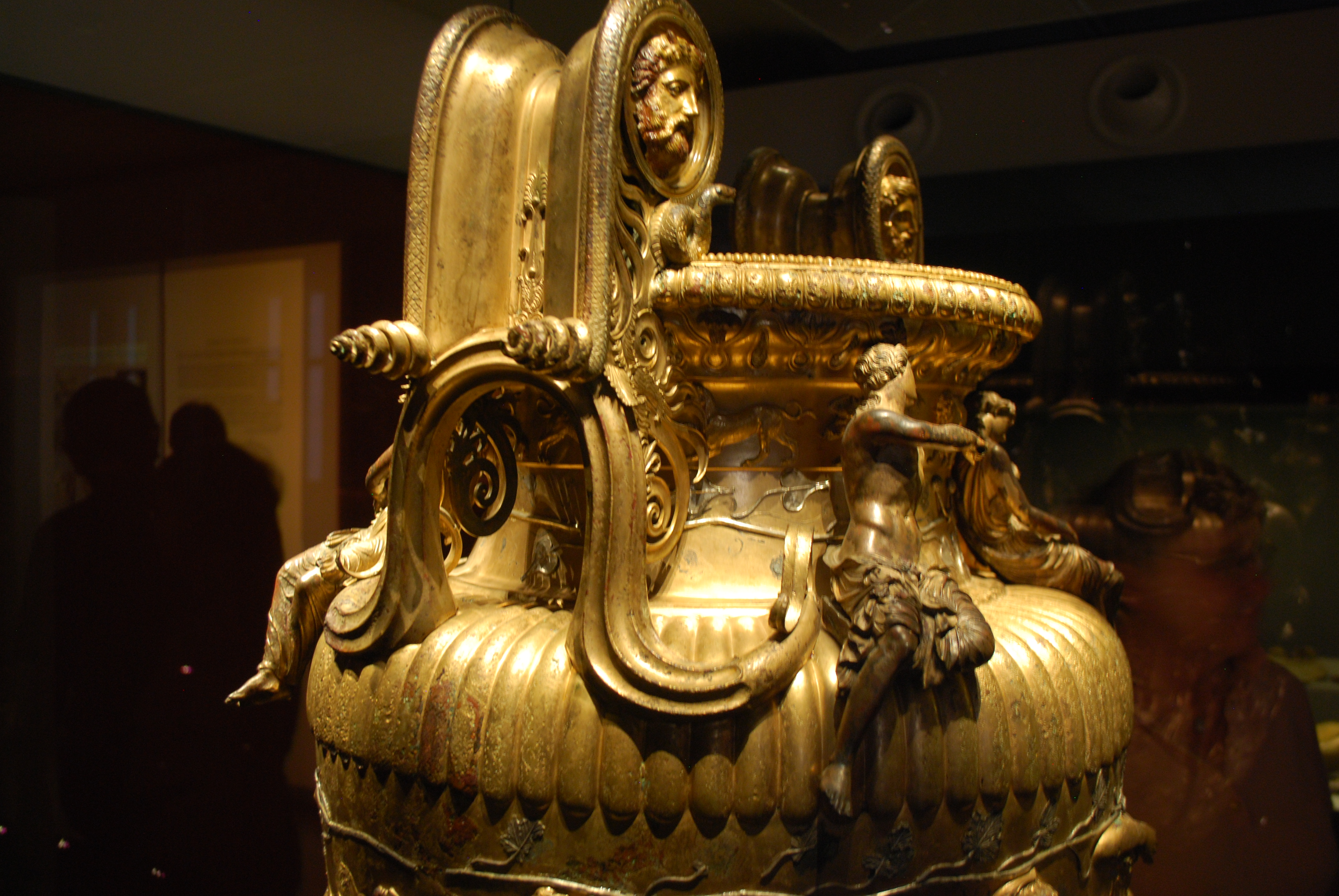
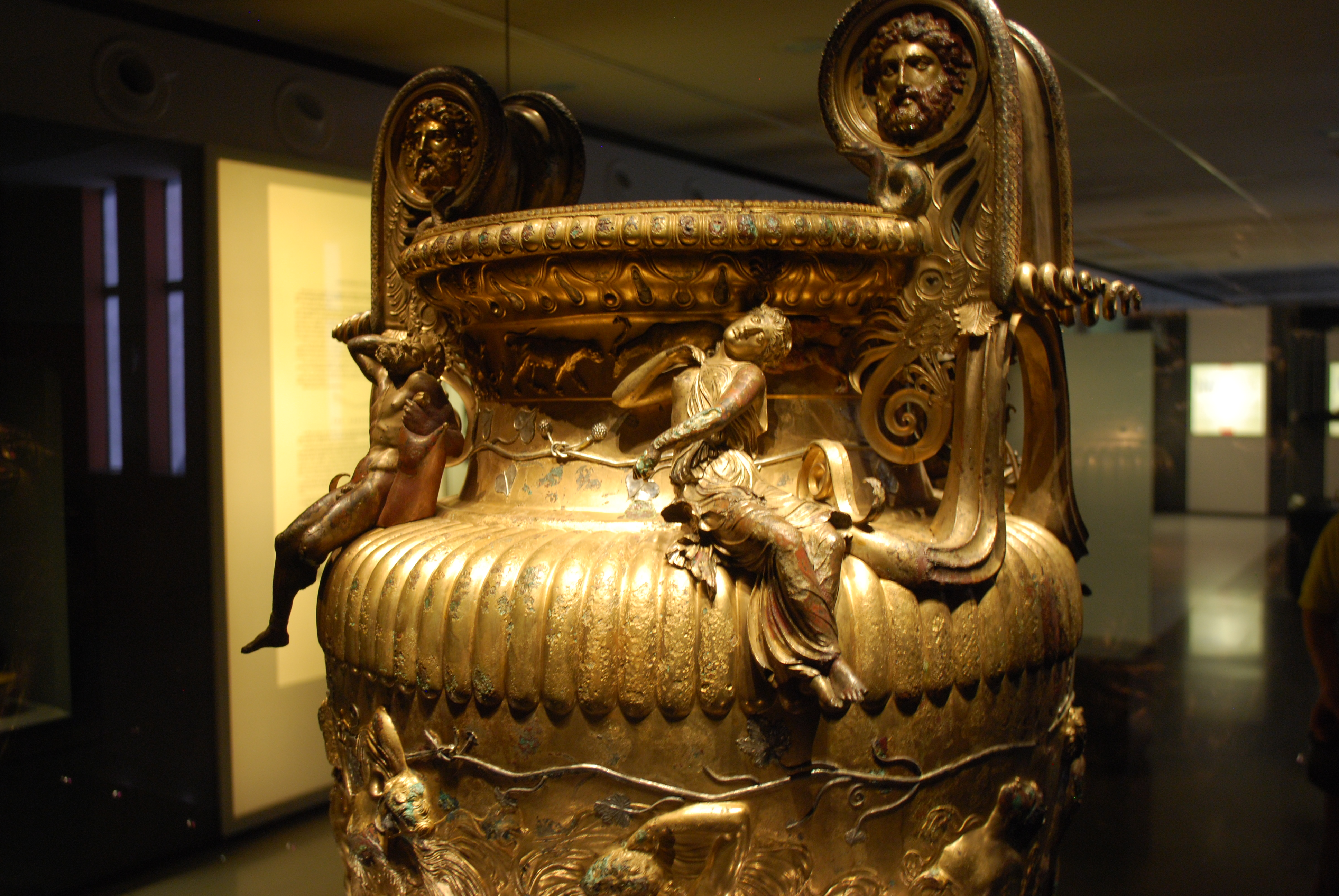
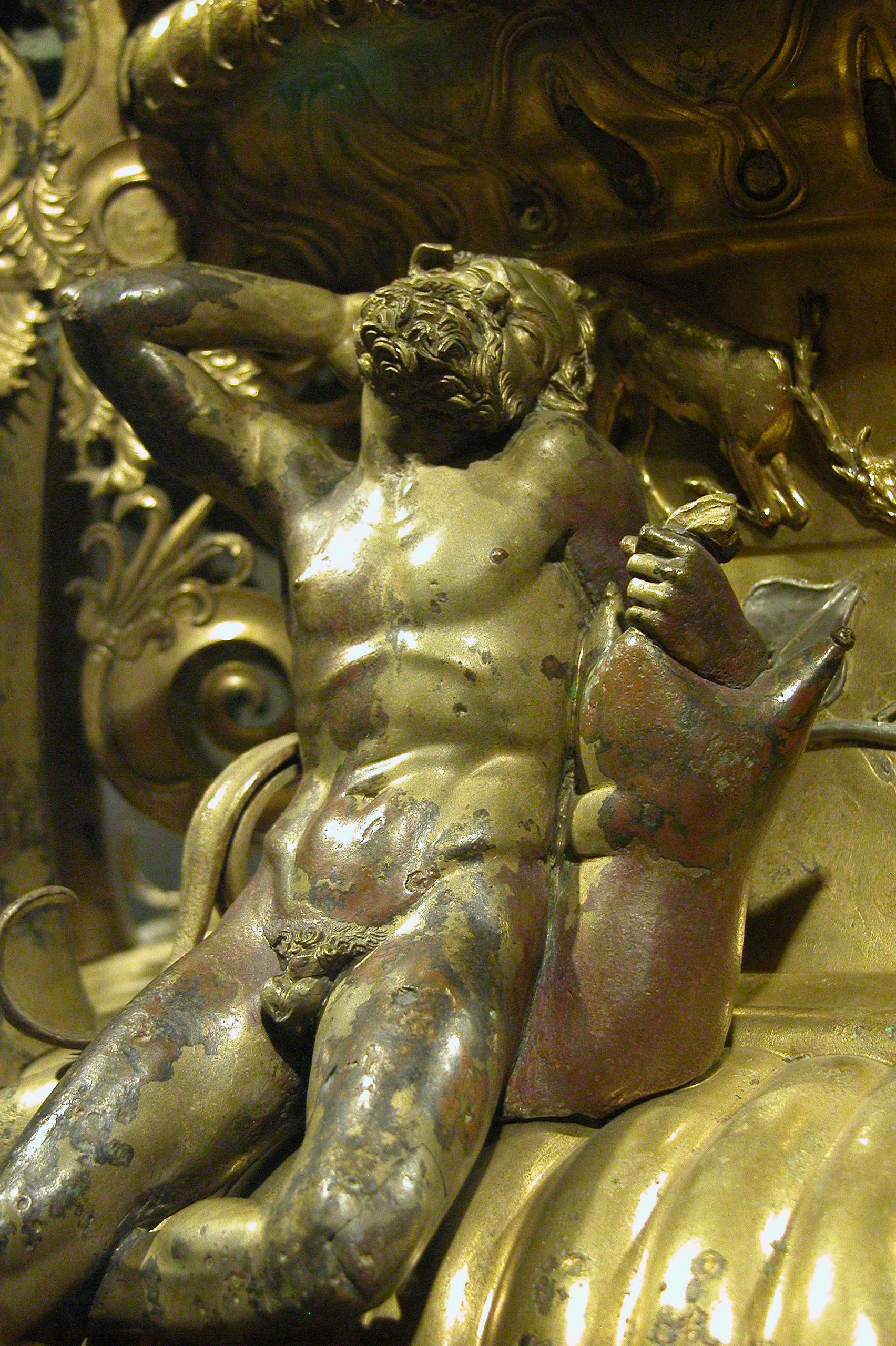
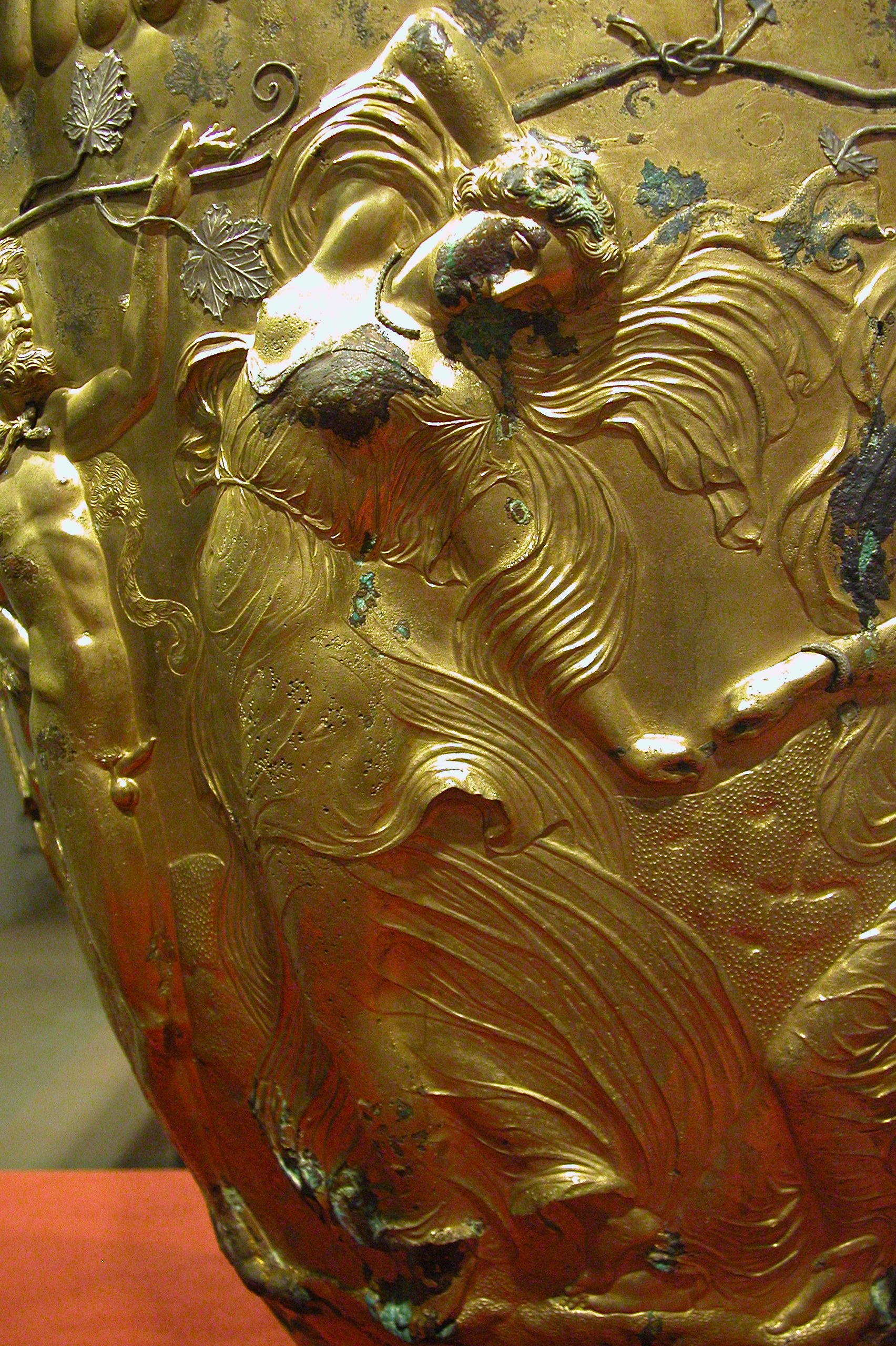
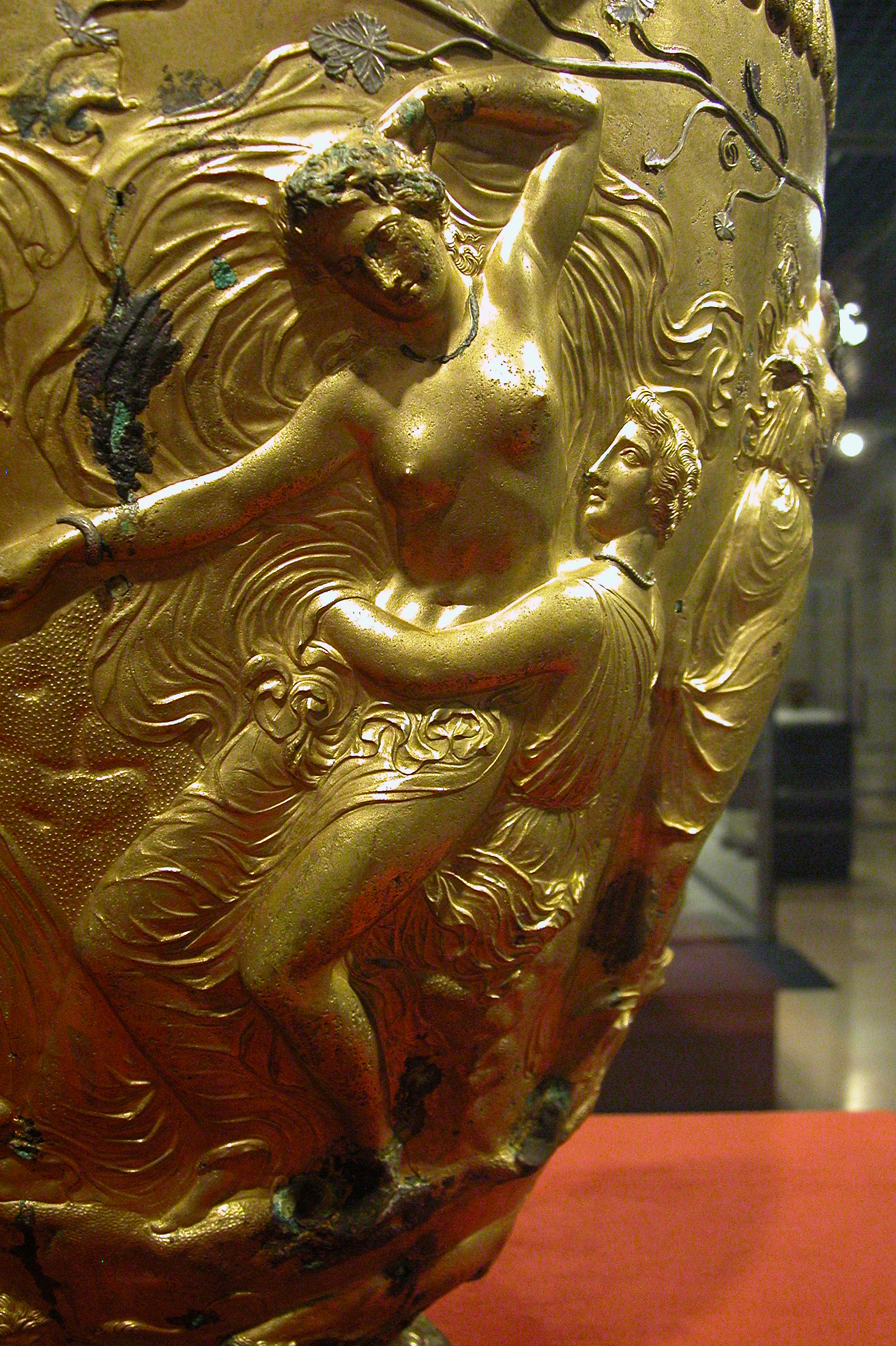